# El asesor
El asesor fue una serie de televisión de drama político argentino emitdo por 360TV. La trama sigue a cuatro candidatos a la presidencia de la Nación que se enfrentan en un debate por televisión a días de las elecciones, donde el asesor de uno de ellos manejará la situación desde el control del estudio de televisión para favorecer a su candidato. Estuvo protagonizada por Enrique Pinti, Gerardo Romano, Valentina Bassi, Adrián Navarro, Norberto Gonzalo y Marina Glezer. Fue estrenada el martes 13 de octubre de 2015.

## Sinopsis
En un nuevo año de elecciones presidenciales en la Argentina, el legendario programa de televisión sobre actualidad política Todas las voces emite nuevamente el debate entre los candidatos a presidente, que en esta ocasión los nombres que suenan más fuertes son el de Pedro Andrade (Gerardo Romano), Adrián Guevara (Norberto Gonzalo), Alberto González (Adrián Navarro) y Griselda Solano (Valentina Bassi), sin embargo, el debate se verá manipulado por Washington Hernández (Enrique Pinti), quien es el asesor de imagen de Andrade, por lo cual, hará todo lo posible para favorecerlo, presionando a un misterioso grupo llamado El Círculo que está formado por los personajes más poderosos e influyentes del país, que en una primera instancia brindan su apoyo a Guevara para la presidencia.

## Elenco

### Principal
- Enrique Pinti como Washington Hernández
- Gerardo Romano como Pedro Andrade
- Valentina Bassi como Griselda Solano
- Adrián Navarro como Alberto González
- Norberto Gonzalo como Adrián Guevara
- Marina Glezer como Esther Fridman

### Secundario
- Jorge Booth como Rubén Quiroz
- Gustavo Bonfigli como Sergio Brown
- Alejandro Piar como Jorge Mele
- Victoria Almeida como Sandra Rivas
- María Zamarbide como Adriana Pérez Prado
- Marisa Viotti como Silvia Herrera
- Daniel Cinelli como Aníbal Peralta
- Máximo Corti como Sicario
- Malena Rizzone como Paula Pérez Prado
- Diego Crevacuore como Nahuel Morandini

### Participaciones
- Martín Scarfi como Mario
- Rubén Casella como Pedro Espinoza
- Eleonora de Rueda
- Pablo Trimarchi
- Andrés Portaluppi
- Guillermo Farisco
- Demián Salomón como Productor
- Julia Funari como  Marcela "Chela" Dufau
- Pipi Casella
- Celeste García Satur como Débora Pérez del Cerro
- Berta Muñiz como Molinari
- Mario Mahler como Damián Salerno
- Vanina Ramírez
- Daniel Paccosi
- Pablo Alarson
- Rubén Humberto Vladimivsky
- Lizzy Pane

## Episodios
| N.º | Título        | Dirigido por     | Escrito por                     | Fecha de emisión original |
| --- | ------------- | ---------------- | ------------------------------- | ------------------------- |
| 1   | «Episodio 1»  | Roberto Brandana | Daniel Cinelli y Alejandro Piar | 13 de octubre de 2015     |
| 2   | «Episodio 2»  | Roberto Brandana | Daniel Cinelli y Alejandro Piar | 20 de octubre de 2015     |
| 3   | «Episodio 3»  | Roberto Brandana | Daniel Cinelli y Alejandro Piar | 27 de octubre de 2015     |
| 4   | «Episodio 4»  | Roberto Brandana | Daniel Cinelli y Alejandro Piar | 3 de noviembre de 2015    |
| 5   | «Episodio 5»  | Roberto Brandana | Daniel Cinelli y Alejandro Piar | 10 de noviembre de 2015   |
| 6   | «Episodio 6»  | Roberto Brandana | Daniel Cinelli y Alejandro Piar | 17 de noviembre de 2015   |
| 7   | «Episodio 7»  | Roberto Brandana | Daniel Cinelli y Alejandro Piar | 24 de noviembre de 2015   |
| 8   | «Episodio 8»  | Roberto Brandana | Daniel Cinelli y Alejandro Piar | 1 de diciembre de 2015    |
| 9   | «Episodio 9»  | Roberto Brandana | Daniel Cinelli y Alejandro Piar | 8 de diciembre de 2015    |
| 10  | «Episodio 10» | Roberto Brandana | Daniel Cinelli y Alejandro Piar | 15 de diciembre de 2015   |
| 11  | «Episodio 11» | Roberto Brandana | Daniel Cinelli y Alejandro Piar | 22 de diciembre de 2015   |
| 12  | «Episodio 12» | Roberto Brandana | Daniel Cinelli y Alejandro Piar | 29 de diciembre de 2015   |
| 13  | «Episodio 13» | Roberto Brandana | Daniel Cinelli y Alejandro Piar | 5 de enero de 2016        |

## Recepción

### Comentarios de la crítica
En una reseña para el portal de críticas Alta peli, Matías Seoane otorgó a la serie una aprobación del 50% y comentó que «es una idea interesante llevada adelante de una forma que no lo es, con un nivel de producción que no está a la misma altura de otros ejemplos recientes. No propone nada llamativo ni novedoso desde la imagen a la vez que carga con un guión al que le falta contundencia y tarda demasiado en tomar ritmo». Sin embargo, destacó que luego de transcurrir los primeros capítulos que son «aburridos», El asesor presenta una «mejora notablemente porque la mayoría de los personajes muestra algo de potencial y aparenta tener más profundidad de la que llega a verse realmente», y a su vez reacalcó que las actuaciones del elenco son correctas a excepción de Pinti, ya que se lo ve flojo, acartonado e inverosímil.